# 6459 Хідесан
6459 Хідесан (6459 Hidesan) — астероїд головного поясу, відкритий 28 жовтня 1992 року.
Тіссеранів параметр щодо Юпітера — 3,212.